# Progreso y Futuro de Ceuta
Progreso y Futuro de Ceuta és un partit polític d'àmbit ceutí de centre i progressista format el 22 de setembre de 1994.